# فلیکس هوته
فلیکس هوته (انگلیسی: Félix Huete; ۲۵ اوت ۱۹۱۴ – ۶ سپتامبر ۲۰۰۰) بازیکن فوتبال اهل اسپانیا بود.
از باشگاه‌هایی که در آن بازی کرده‌است می‌توان به باشگاه فوتبال راسینگ سانتاندر، باشگاه فوتبال اتلتیکو مادرید، باشگاه فوتبال رئال مورسیا، باشگاه فوتبال رئال مادرید، و باشگاه فوتبال مالاگا اشاره کرد.